# Брага Владислав Сергійович
Владисла́в Сергі́йович Бра́га (4 вересня 2001) — український хокеїст, нападник хокейного клубу «Кременчук» (Кременчук), кандидат у майстри спорту.

## Життєпис
Народився у місті Кам'янське Дніпропетровської області в сім'ї колишнього хокеїста, а нині хокейного тренера Сергія Браги. Займатися хокеєм розпочав у 2007 році.
Свою професійну кар'єру розпочав у «Галицьких Левах» в сезоні 2017/18 року. Наступні два сезони провів у херсонському «Дніпрі», потім грав у «Білому Барсі» (Біла Церква). Нині — нападник клубу «Кременчук».
Студент Національного університету фізичного виховання і спорту України (НУФВСУ).
У 2025 році на зимовій Універсіаді в Турині (Італія) у складі студентської збірної України з хокею здобув бронзову медаль.
Чемпіон України у складі команди ХК «Кременчук» у сезоні 2024/2025 